# گورنگه سوخوتنو
گورنگه سوخوتنو (به صربی: Gornje Suhotno) یک منطقهٔ مسکونی در صربستان است که در الکسیناتس واقع شده‌است. گورنگه سوخوتنو ۳۴۳ نفر جمعیت دارد.